# Colchester (Vermont)
Colchester è una città degli Stati Uniti d'America, nella contea di Chittenden, nello Stato del Vermont. La popolazione era di 17.067 abitanti nel censimento del 2010.